# Pneumatopteris patentipinna
Pneumatopteris patentipinna är en kärrbräkenväxtart som beskrevs av Holtt. Pneumatopteris patentipinna ingår i släktet Pneumatopteris och familjen Thelypteridaceae. Inga underarter finns listade.